# Ignacy Złotowski
Ignacy Złotowski (ur. 1907, zm. 1966) – polski fizykochemik jądrowy.
Syn Adama. W okresie II RP pracował na Uniwersytecie Warszawskim od 1930 do 1930. Podczas II wojny światowej był zatrudniony w Instytucie Technologii Uniwersytetu Minnesota od 1941 do 1944, następnie na Uniwersytecie Ohio i Ecole Libre des Hautes Etudes w Nowym Jorku.
Po wojnie był profesorem chemii jądrowej  na Wydział Matematyki, Fizyki i Chemii Uniwersytetu Jagiellońskiego od 1949 do 1953. Później był kierownikiem Katedry Chemii Jądrowej na Uniwersytecie Warszawskim do 1966.
Został odznaczony Krzyżem Kawalerskim Orderu Odrodzenia Polski (1954).
Został pochowany na Cmentarzu Père-Lachaise w Paryżu.

## Publikacje
- Badania nad polaryzacją katodową elektrod metalowych przy zastosowaniu polarografu Heyrovsky'ego i Shikata'y (1934)
- Studia energetyczne nad promieniowaniem Gamma radu (B+C) (1935)
- O emisji deutonów podczas bombardowania boru cząstkami alfa (1939)
- U progu nowej Polski (1945)
- Poland in the World of Science (1947)
- Co nauka zawdzięcza Marii Skłodowskiej-Curie (1952)
- Wielki uczony rosyjski M. Łomonosow (1711-1765) (1953)
- Maria Skłodowska-Curie (w dwudziestą rocznicę śmierci) (1954)